# Nanniwan
Nanniwan (Nanniwan) ist ein chinesisches revolutionäres Lied aus dem Jahr 1943 und eines der bekanntesten Lieder in der Volksrepublik China. Der Geist von Nanniwan wurde von chinesischen Politikern vielfach heraufbeschworen.
Der Text stammt von He Jingzhi, die Musik von Ma Ke. Es basiert auf einer traditionellen Volksmelodie aus Nord-Shaanxi (Shanbei). Es wurde von der Kommunistischen Partei Chinas popularisiert. Es wird auch in dem bekannten Propagandafilm Der Osten ist rot (Dongfang hong) aus der Mitte der 1960er Jahre gesungen.
Um die Wirtschaftsblockade durch die japanischen Aggressoren während des Zweiten Weltkriegs zu brechen, entschieden Mao Zedong und Zhu De, Elitetruppen unter Wang Zhen – die 359. Brigade der 8. Marscharmee (Balujun) – an den Ort Nanniwan im Südosten von Yan’an am Oberlauf des Flusses Yunyan He in Nord-Shaanxi zu schicken, um die Wirtschaft zu entwickeln und für den Kampf gegen die japanischen Aggressoren landwirtschaftliche Güter und Material für die Armee zu produzieren. In den Jahren von 1941 bis 1944 gelang der Truppe das Wunder, das arme Gebiet von Nanniwan so reich wie das „Jiangnan-Gebiet“, d. h. das fruchtbare und reiche Gebiet südlich des Unterlaufs des Jangtsekiang (Chang Jiang), zu machen.
Das Lied wurde auch von der Sängerin Wang Kun und dem Rockmusiker Cui Jian gesungen.

## Text
| chinesisch | Pinyin | Übersetzung |
| --- | --- | --- |
| 南泥湾 花篮的花儿香 听我来唱一唱 唱一唱 来到了南泥湾 南泥湾好地方 好地方 到处是庄稼 遍地是牛羊 往年的南泥湾 处处是荒山 没呀人烟 如今的南泥湾 与往年不一般 不一般 再不是旧模样 是陕北的好江南 陕北的好江南 鲜花开满山 开呀满山 学习那南泥湾 处处是江南 是呀江南 又站岗来又生产 三五九旅是模范 咱们走向前 鲜花送模范 | Nanniwan Hualan de huar xiang, ting wo lai chang yi chang, chang yi chang lai dao le Nanniwan Nanniwan hao difang hao difang Dao chu shi zhuangjia, bian di shi niu yang Wangnian de Nanniwan chuchu shi huangshan mei ya renyan Rujin de Nanniwan yu wangnian bu yiban bu yiban. Zai bu shi jiu moyang, Shi Shanbei de hao Jiangnan Shanbei de hao Jiangnan, xianhua kai man shan kai ya man shan. Xuexi na Nanniwan, Chuchu shi Jiangnan, Shi ya Jiangnan. You zhanguang lai you shengchan, san wu jiu lǚ shi mofan, Zanmen zou xiangqian, xianhua song mofan. | Nanniwan Die Blumen im Blumenkorb duften, hört was ich euch singe, euch singe, Ich komme aus Nanniwan, Nanniwan ist ein guter Ort guter Ort Es gibt Feldfrüchte überall, Es gibt Rinder und Schafe überall. In den früheren Jahren von Nanniwan, gab es nur karge Berge überall, keine Anzeichen menschlicher Besiedlung, Das heutige Nanniwan, es ist ganz anders, ganz anders, es sieht überhaupt nicht mehr wie früher aus, es ist Nord-Shaanxis schönes Jiangnan In Nord-Shaanxis schönem Jiangnan, blühen die Blumen auf den Bergen. den Bergen. Lasst uns von Nanniwan lernen, überall ist Jiangnan ist Jiangnan lasst uns Wache stehen und produzieren Die 359. Brigade hat es uns jetzt vorgemacht, Lasst uns voranschreiten und den Vorbildern frische Blumen überbringen ... |

## Verschiedenes
Die Stätte von Nanniwan steht auf der Liste der Denkmäler der Volksrepublik China.

## Videos
- Nanniwan (a), (b),  (c), (d), (e), (f), (g), (h) – youtube.com